# Селявин, Виктор Алексеевич
Селявин Виктор Алексеевич (7 ноября 1875 Санкт-Петербург — 17 ноября 1945, Одесса) — русский и советский оперный певец (лирико-драматический тенор), артист драмы и оперетты, музыкальный педагог, профессор. Заслуженный артист УССР (1923).

## Биография
Родился и учился в Петербурге у И. Шавердова. Пел в хоре Петербургской консерватории.
В 1895 году дебютировал в опере «Бал-маскарад» (партия Судьи).
В 1896 по предложению Римского-Корсакова выступил в партии Юродивого («Борис Годунов» Модеста Мусоргского) вместо исполнителя, который болел.
Впоследствии выступал в оперетте, драме и опере в театральных коллективах разных городов, в частности, в Петербурге (Частная опера Л. Н. Штейнберга (1901), Новый летний театр «Олимпия» (1907)), в Тифлисе (антреприза Н. Н. Фигнера), Харькове, Нижнем Новгороде (1904), Казани (1904, 1906), Саратове (1906), Москве (Оперный театр Зимина, 1906—1908), Киеве (антреприза М. Н. Бородая, 1905—1906), 1908—1911, 1923—1925), Одессе (1911—1923).
В квартете С М. Бочаровым, С. Варягиным, Е. Егоровым исполнял произведения Моцарта, Шуберта, Шумана и др.
В 1920 году организовал «Одесское трудовое оперное кооперативное общество». Устраивал спектакли, концерты для воинов и матросов. Его репертуар включал 80 партий.
Как педагог вел класс пения в Одесском музыкально-драматическом институте, имел звание профессора.
Среди его учеников: В. Козерацкий, А. Кривченя, Д. Сиежинская, С. Молотова, Л. Крыжановская. Рекомендовал к обучению у педагога Н. А. Урбана известную в будущем певицу Галину Олейниченко.
Талантливая студентка Людмила Крыжановская (сопрано) была любимицей профессора. Они с женой Ольгой Николаевной не имели своих детей и приняли молодую талантливую студентку как дочь, помогая ей не только в профессиональном, но и в человеческом плане.
В 1923 году был удостоен звания заслуженного артиста УССР.
Во время румынской оккупации в Одессе был директором Оперного театра, вследствие чего имел большие проблемы после освобождения города. Хотя он, по разным источникам, в том числе по информации исследователя Валентина Максименко, был большим праведником, и спас жизнь многим евреям, его жестко допрашивали в НКВД. Только после 13-ти месяцев допросов был реабилитирован, однако его здоровье было подорвано.
17 ноября 1945 года Виктор Алексеевич умер от инфаркта, который произошел на Одесском железнодорожном вокзале перед запланированной поездкой в Киев для участия в жюри конкурса вокалистов. На том конкурсе его ученица Софья Молотова получила Третью премию.

## Партии
первый исполнитель
- Пастух («Цыгане» А. Шефера)
- Иван Кольцо («На Волге»)
- Гвидо Барди («Флорентийская трагедия»)

в Одессе
- Князь («Русалка» А. Даргомыжского)
- Левко («Майская ночь»)
- Фауст («Фауст»)
- Хозе («Кармен»)
- Джеральд, Фра-Дьяволо, Лыков, Владимир Игоревич

лучшие партии
- Андрей («Запорожец за Дунаем» П. Гулака-Артемовского)
- Дубровский («Дубровский» Э. Направника)
- Нерон («Нерон» А. Рубинштейна)
- Ленский, Герман («Пиковая дама» П. Чайковского)
- Рауль, Надир, Элеазар («Жидовка» Ф. Галеви)
- Герцог («Риголетто»)
- Рудольф («Богема»)
- Каварадосси, Вертер, Гофман, Канио.